# Paris Université Club
Der Paris Université Club, kurz PUC, ist ein französischer Sportverein aus Paris. Der Klub vereint 65 Sportarten in 28 Abteilungen. In den Sportarten Baseball, Basketball, Cricket, Eishockey, Handball und Unihockey konnte der Verein den französischen Meistertitel gewinnen.

## Bekannte Sektionen
- Paris Université Club (Leichtathletik)
- Paris Université Club (Baseball)
- Paris Université Club (Basketball)
- Paris Université Club (Eishockey)
- Paris Université Club (Handball)
- Paris Université Club (Rugby Union)
- Paris Université Club (Unihockey)